# New Christs
I New Christs sono un gruppo musicale australiano di genere garage punk, attivo dai primi anni '80 e guidato Rob Younger, figura di spicco del punk rock locale.

## Storia
Nati originalmente attorno al 1980 dall'idea di Rob Younger, cantante dei Radio Birdman, pubblicarono il primo singolo Waiting World/Face a New God nel 1981.
Nel 1983, dopo una breve pausa, ritornano con una nuova formazione comprendente elementi di Hoodoo Gurus, Celibate Rifles e Lime Spiders, con cui pubblicarono altri 2 singoli, e fecero da supporto al tour di Iggy Pop del 1984, per poi sciogliersi.
Si riformarono nel 1987 con Younger e altri componenti, e pubblicarono l'album Distemper, considerato da molti uno dei vertici del garage punk australiano, che li fece apprezzare al grande pubblico non solo locale ma anche in Europa. Incomprensioni tra i componenti portarono in breve ad un nuovo scioglimento del gruppo nel 1989. Ritornarono per un concerto con i Ramones nel 1991.
Nel 1992 si presentarono con nuova formazione comprendente Christian Houllemare dei Bad Brains, con cui pubblicarono 2 EP e fecero alcuni tour europei che durò fino al 2001 (esclusa una parentesi del 1996, quando Younger si allontanò in occasione della reunion dei Radio Birdman).
Nel 2006 nacque una nuova formazione, che realizzò l'album Gloria ed è tuttora attiva.

## Discografia

### Album
- Distemper (1989) – Citadel/Blue Mosque
- Lower Yourself (1997) – Citadel
- We Got This! (2002) – Laughing Outlaw
- Gloria (2009) – Impendance

### EP
- Dropping Like Flies (1987) – Citadel
- Detritus (1987, UK) – What Goes On
- Pedestal (1994) – Citadel/Lance Rock
- Woe Betide (1995) – Citadel/Lance Rock

### Raccolte
- Divine Rites (1988) – Citadel (raccolta dei primi 5 singoli)
- Born Out of Time (1995) – Lance Rock Records (compilation dei primi 10 anni di attività)
- These Rags (2002) – Citadel (Raccolta con i 2 EP PEdestal+Woe Betide)

### Singoli
- Waiting World/Face a New God (1981) – Green
- Like a Curse/Sun God (1984) – Citadel
- Born Out of Time/No Next Time (1985) – Citadel
- The Black Hole/Addiction (1987) – Citadel
- Headin' South/I Saw God (1988) – Citadel
- Another Sin/The Burning of Rome (1989) – Citadel
- I Swear (live)/The Black Hole (live) (1989)
- Groovy Times/On Top of Me (2001) – Munster Records